# Palmschwätzer

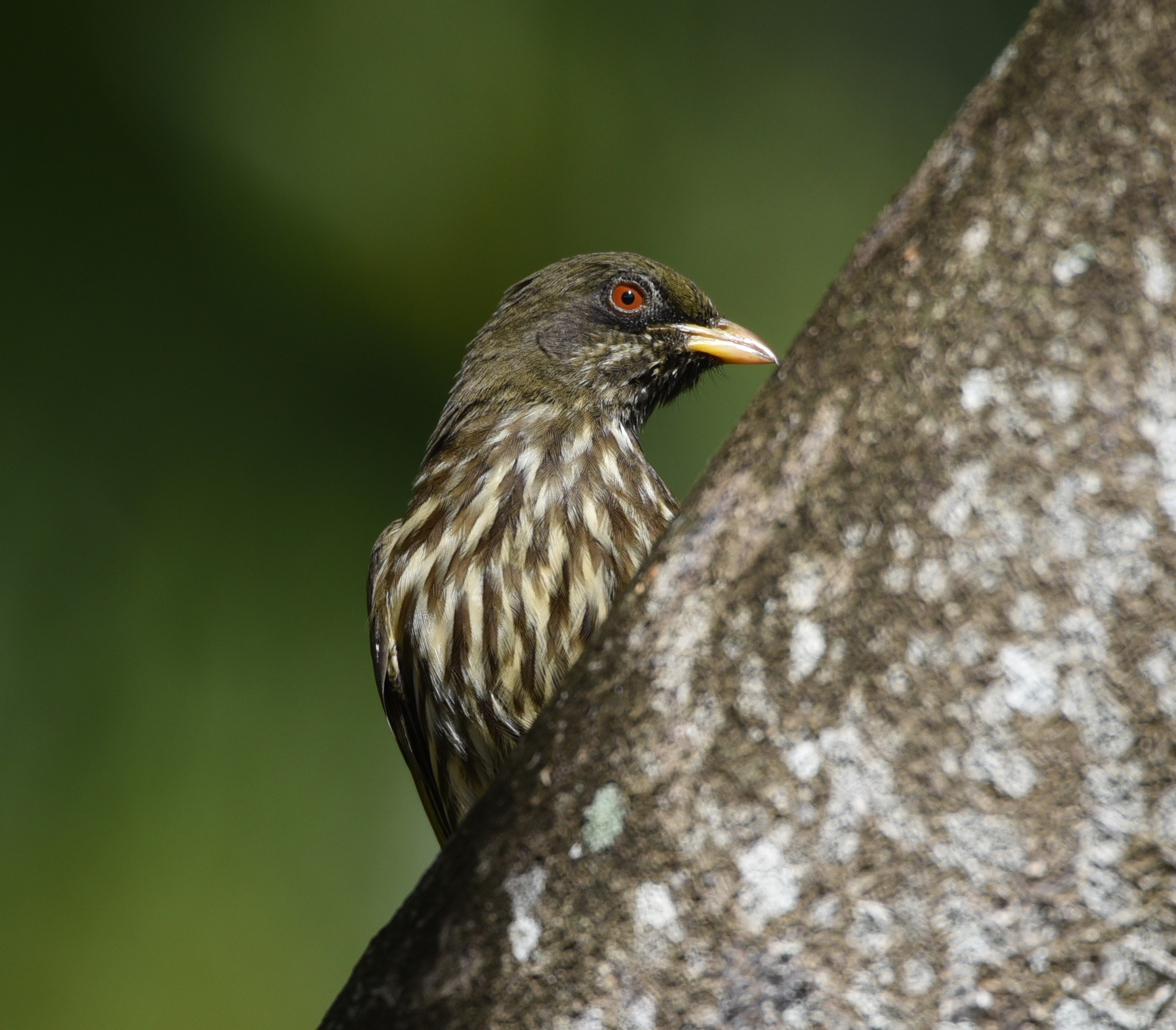
Palmschwätzer in La Romana, Dominikanische Republik

Der Palmschwätzer (Dulus dominicus) ist eine auf der Karibikinsel Hispaniola und ihren Nachbarinseln Île de la Gonâve und Isla Saona endemisch vorkommende Vogelart. Er ist der Nationalvogel der Dominikanischen Republik und die einzige Art in der Familie der Dulidae in der Ordnung der Sperlingsvögel (Passeriformes). Früher wurde er in die Familie der Seidenschwänze (Bombycillidae) gestellt. Der Palmschwätzer ist nicht gefährdet.

## Merkmale
Der Palmschwätzer hat ein bräunliches oder olivbraunes Gefieder auf dem Rücken und ein helles, mit braunen Streifen versehenes Gefieder auf Brust und Bauch. Der Rumpf ist zylindrisch-oval und wird auf einem Ast sitzend in eine relativ aufrechte Position gehalten. Der Kopf ist mittelgroß, der Hals ist dick. Der Schnabel ist mittellang und an der Basis breit. Flügel und Schwanz sind mittelgroß. Beine und Füße sind kurz und kräftig.

## Lebensraum und Lebensweise
Der Palmschwätzer kommt auf Hispaniola in den verschiedensten Habitaten vor, von offenen Wälder über Savannen bis hin zu landwirtschaftlich genutzten und urbanen Gebieten. Er lebt in größeren Gruppen hoch in den Bäumen, ernährt sich von Früchten und ergänzt seine Nahrung durch Insekten, andere Gliedertiere, Blätter und Blüten, besonders die der Palmengattung Roystonea. Er ist monogam und nistet mit durchschnittlich vier bis zehn Paaren in großen, aus Zweigen gebauten Gemeinschaftsnestern, in denen jedes Paar seine eigene, mit Grass und Blättern ausgekleidete Nistkammer hat.  Das Gelege besteht aus zwei bis sieben Eiern. Die Brutdauer liegt bei ca. 15 Tagen und die Jungvögel verlassen nach etwa 32 Tagen das Nest.

## Belege
1. 1 2 3  David W. Winkler, Shawn M. Billerman, Irby J. Lovette: Bird Families of the World - An Invitation to the Spectacular Diversity of Birds. Lynx Edicions and the Cornell Lab of Ornithology, 2015, ISBN 978-84-941892-0-3, S. 489.
2. ↑  Dulus dominicus in der Roten Liste gefährdeter Arten der IUCN 2016. Eingestellt von: BirdLife International, 2016. Abgerufen am 12. September 2021.